# Simon Roy
Pour les articles homonymes, voir Roy.
Simon Roy est un écrivain québécois né le 14 juin 1968 à Saint-Alexis, au Québec, et mort le 15 octobre 2022 à Sainte-Thérèse. Il était aussi professeur de littérature au Collège Lionel-Groulx pendant plus de 30 ans.

## Biographie
Né le 14 juin 1968 à Saint-Alexis, Simon Roy était en couple avec Marianne Marquis-Gravel. D’unions précédentes, il a trois enfants, Romane Roy-Fontaine, Colin Roy-Fontaine et Corail Tourangeau,.
Il s'est fait connaître en 2014 grâce à son premier roman, Ma vie rouge Kubrick, qui remporta le Prix des libraires du Québec dans la catégorie « roman québécois »,,. Le roman se voulait un clin d'œil au film The Shining du réalisateur Stanley Kubrick.
Atteint d'un cancer du cerveau, il meurt à Sainte-Thérèse le 15 octobre 2022 à l'âge de 54 ans après avoir demandé l’aide médicale à mourir,. Il avait, la même année, publiée le livre Ma fin du monde, qui parlait de sa mort qu'il anticipait.

## Famille maternelle
Ascendants
- Danielle Dufort (mère), décédée le 26 février 2013, à l'âge de 68 ans[8].
  - Florent Dufort grand-père maternel
  - Aurore Pauzé grand-mère maternelle

Descendants
- Nadia Dupuis sœur de Simon Roy
- Philippe Roy frère de Simon Roy et Nadia Dupuis

Petits-enfants de Danielle Dufort
- Colin
- Romane
- Coralie
- Jordane

Autres membres de la famille
- Roseanna Dufort (marraine de Danielle)
- Micheline Dufort sœur de Danielle (1943-2019)[9]
- Monique Dufort sœur de Danielle (1940 - 2018)[10]
- Rosalie Ménard (Fille de Micheline Dufort, cousine de Simon, Philippe et Nadia)
- Gisèle Dufort (cousine de Danielle)

## Œuvres
- Simon Roy, Ma vie rouge Kubrick, Montréal, Boréal, 2014, 169 p.[11]
- Simon Roy, Owen Hopkins, esquire, Montréal, Boréal, 2016, 243 p.
- Simon Roy, Fait par un autre, Montréal, Boréal, 2021, 232 p.
- Simon Roy, Ma fin du monde, Montréal, Boréal, 2022, 137 p.